# 長野県道18号伊那生田飯田線

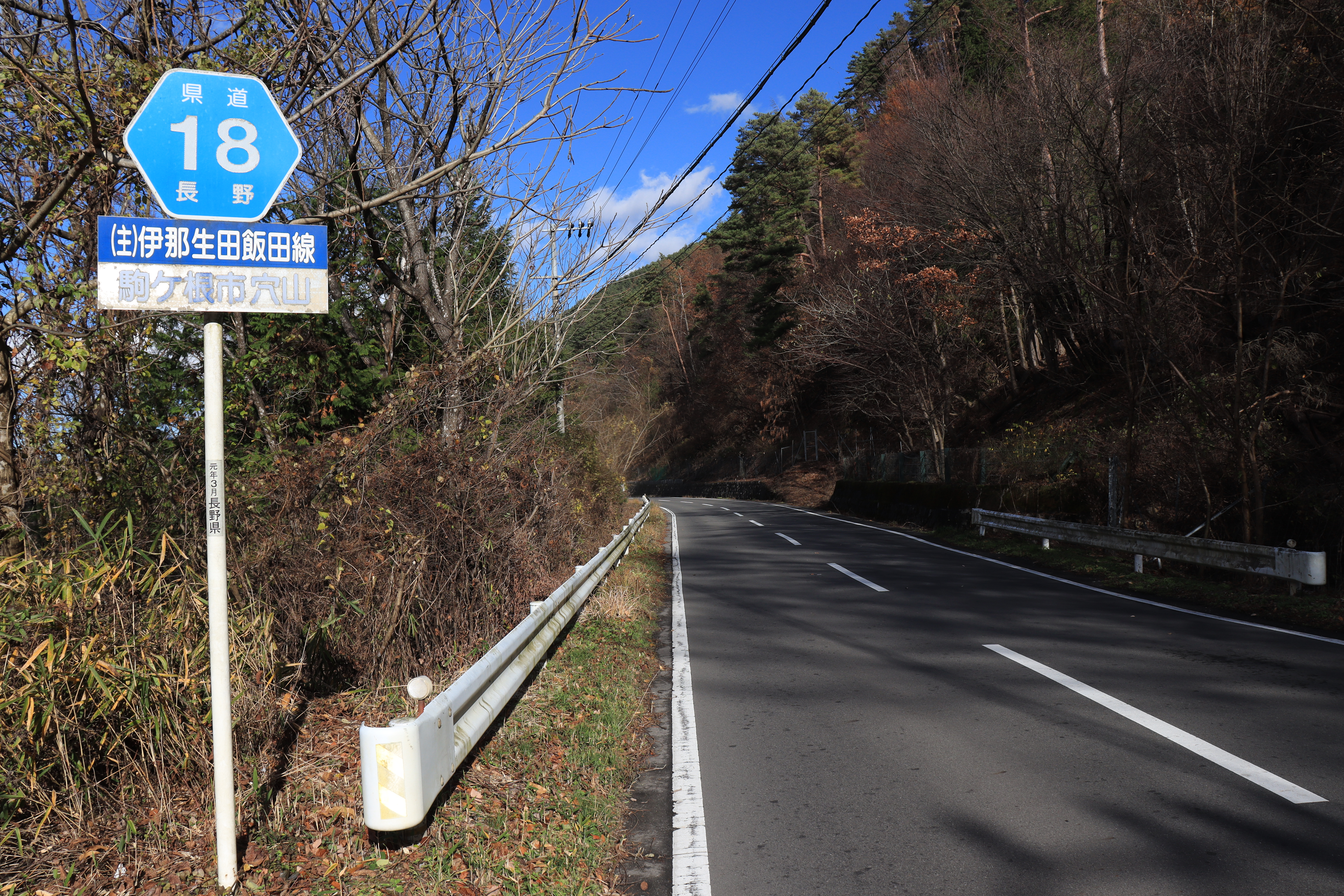
長野県道18号伊那生田飯田線、駒ケ根市中沢にて

長野県道18号伊那生田飯田線（ながのけんどう18ごう いないくたいいだせん）は、長野県伊那市から駒ヶ根市を経て飯田市に至る主要地方道（長野県道）である。

## 概要
長野県伊那市中央の国道361号中央区交差点を起点とし、天竜川の東を南下、駒ヶ根市を経て飯田市中央通り3丁目で長野県道8号飯田南木曽線と交差し終点となる。
ほとんどの区間は天竜川の東側を通過するが、下伊那郡松川町上片桐の天竜橋を渡り天竜川の西側を通過、同町生田の宮ヶ瀬橋を渡り天竜川の東側を南下し、終点近くの飯田市で再度西側を通過する。
起点を同じくして北へ走る長野県道19号伊那辰野停車場線と共に、伊那谷の天竜川の東を走る幹線であり、竜東線と呼ばれる。

### 路線データ
- 路線認定[2]
  - 起点：伊那市伊那部
  - 終点：飯田市中央通り
  - 重要な経過地：駒ヶ根市、上伊那郡南向村（現中川村）、下伊那郡生田村（現松川町）、下伊那郡松尾村（現飯田市）
- 道路の区域[3]
  - 起点：伊那市中央4678番の1地先（中央区交差点、国道361号・長野県道19号伊那辰野停車場線交点）
  - 終点：飯田市中央通り3丁目44番地先（中央通り三・四丁目交差点、国道151号上、長野県道8号飯田南木曽線・長野県道15号飯島飯田線・長野県道21号飯田停車場線交点）
  - 実延長：49.8380 km[要出典]
- 道路法第7条第1項該当号：1号[4]

## 歴史
- 1955年（昭和30年）2月3日：長野県道伊那生田飯田線の認定[2]。
- 1964年（昭和39年）12月28日：主要地方道伊那生田飯田線へ指定[5]。
- 1993年（平成5年）5月11日：建設省から、県道伊那生田飯田線が伊那生田飯田線として主要地方道に再指定される[6]。
- 2008年（平成20年）3月23日：駒ヶ根市 - 飯島町の吉瀬〜中平工区の延長0.8 kmが開通[1]。
- 2014年（平成26年）11月29日：飯島町の田切工区の延長1.0 kmが開通[1]。
- 2021年（令和3年）12月19日：宮ヶ瀬橋の新橋 (橋長170.6 m) を含む、バイパスの0.8 kmが開通[7]。
- 2022年（令和4年）3月22日：バイパスの0.3 kmが開通[8]。

## 路線状況

### バイパス
駒ヶ根市吉瀬から中川村大草までの未改良区間は竜東での改良が困難であることから天竜川を渡り国道153号伊南バイパスに接続することを目的に吉瀬〜中平工区・田切工区が整備された。

### 重複区間
- 長野県道59号松川インター大鹿線（上伊那郡中川村葛島 - 下伊那郡松川町元大島）
- 国道151号（飯田市鼎東鼎 - 飯田市中央通り・中央通り三・四丁目交差点、終点）

### 主要構造物
- 竜東橋（三峰川）
- 吉瀬田切大橋（天竜川、支線、吉瀬〜中平工区）

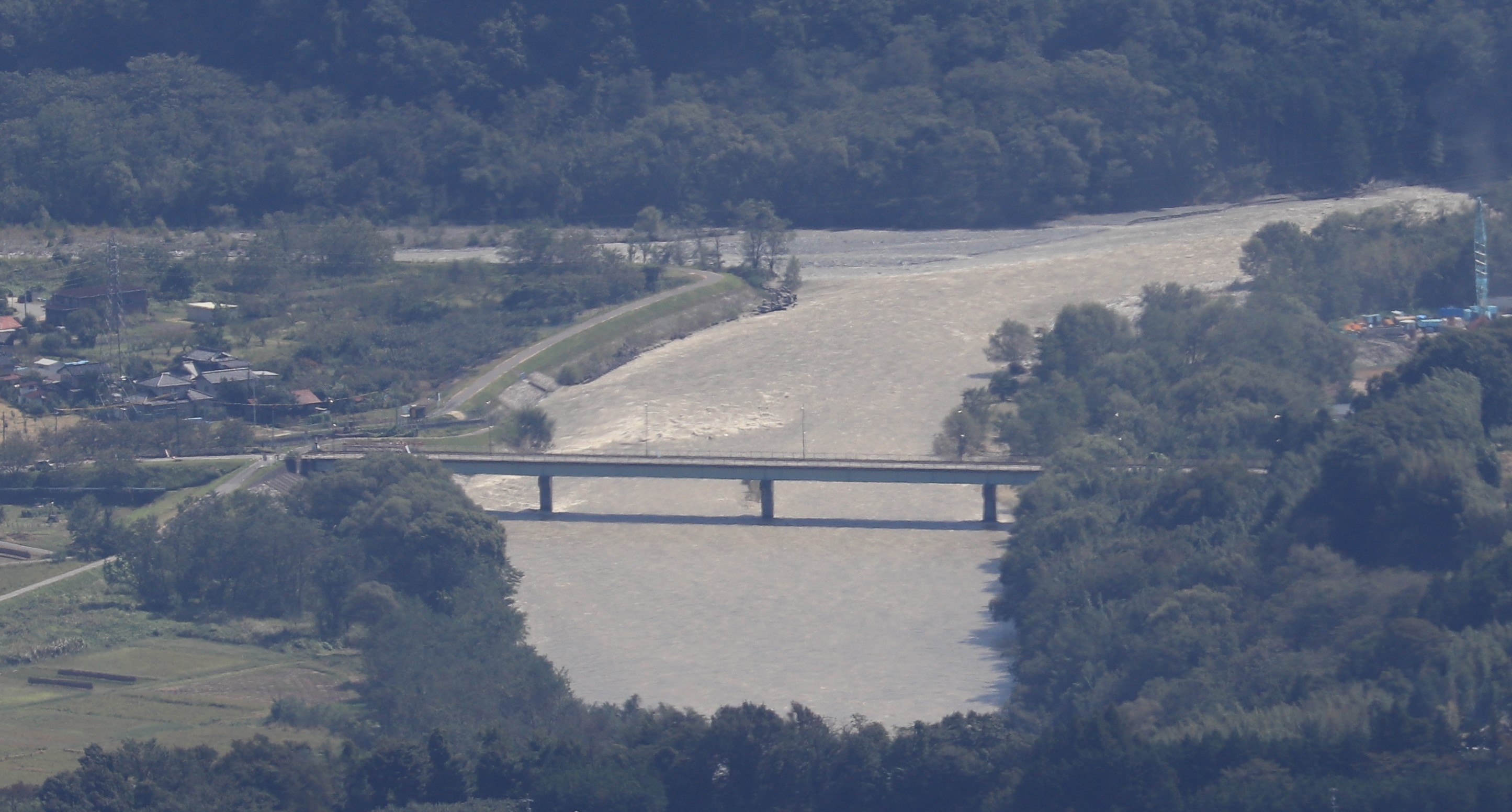
天竜川にかかる天龍橋（長野県道59号松川インター大鹿線との重複区間）

- 日方磐トンネル（支線、田切工区）
- 天龍橋（天竜川）天竜川にかかる天龍橋（長野県道59号松川インター大鹿線との重複区間）
- 宮ヶ瀬橋（天竜川）
- 弁天橋（天竜川）

### 道の駅
- 道の駅田切の里（国道153号交点、上伊那郡飯島町田切・田切中央交差点）

## 地理

### 通過する自治体
- 伊那市
- 駒ヶ根市
- 上伊那郡
  - 飯島町
  - 中川村
- 下伊那郡
  - 松川町
  - 豊丘村
  - 喬木村
- 飯田市

### 交差する道路
- 国道361号・長野県道19号伊那辰野停車場線（伊那市中央・中央区交差点、起点）
- 長野県道488号車屋大久保線（伊那市東春近）
- 長野県道209号沢渡高遠線（伊那市東春近）
- 長野県道213号栗林宮田停車場線（駒ヶ根市東伊那）
- 長野県道49号駒ヶ根長谷線（駒ヶ根市中沢）

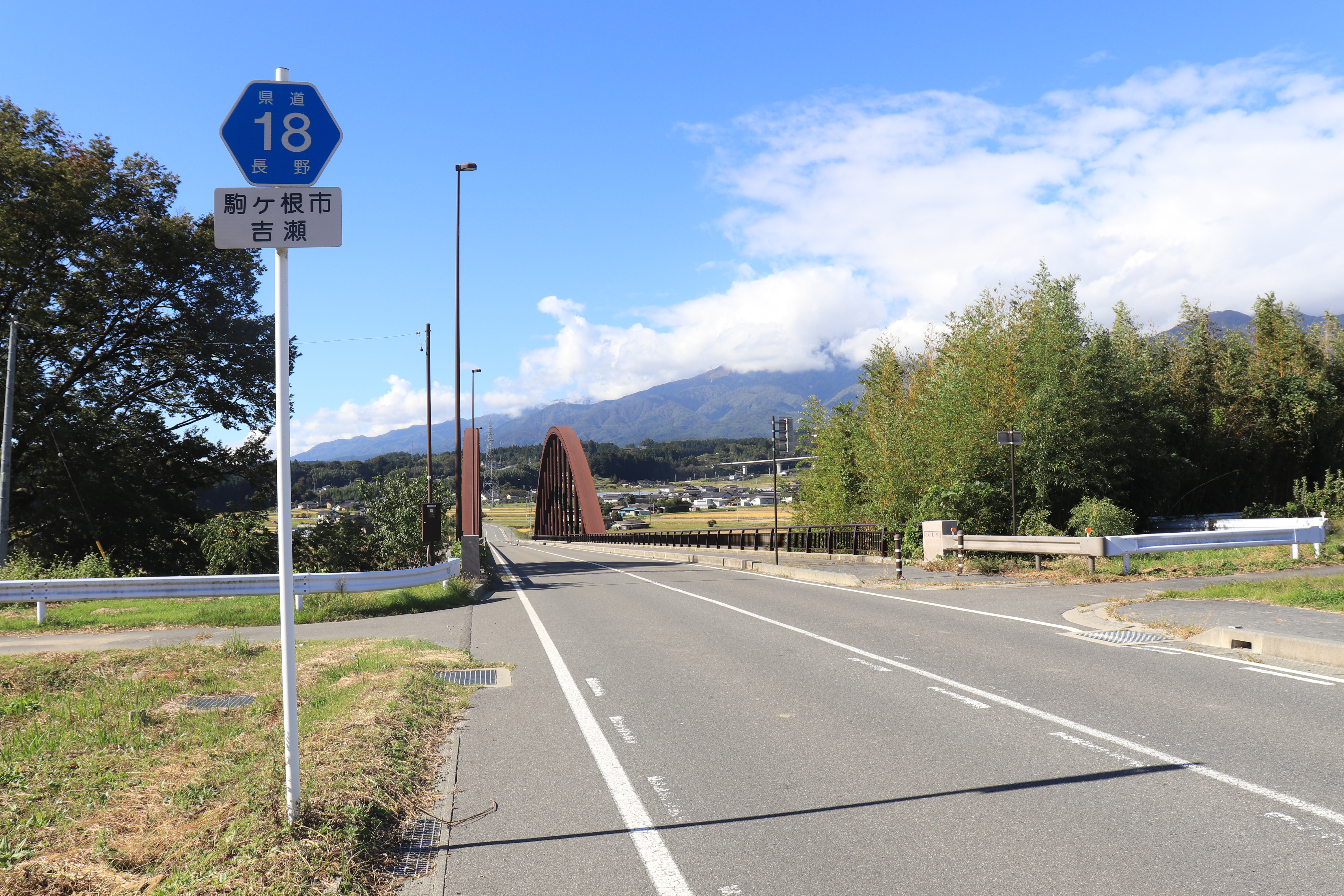
支線、前方に天竜川に架かる吉瀬田切大橋、駒ヶ根市中沢にて

- 長野県道18号伊那生田飯田線 支線（駒ヶ根市中沢）
- 長野県道200号飯島停車場日曽利線（上伊那郡飯島町日曽利）
- 長野県道217号大草坂戸線（上伊那郡中川村大草）
- 長野県道218号北林飯島線（上伊那郡中川村大草）
- 長野県道59号松川インター大鹿線（上伊那郡中川村葛島）
- 長野県道59号松川インター大鹿線（下伊那郡松川町元大島）
- 長野県道22号松川大鹿線（下伊那郡松川町生田）
- 長野県道226号市ノ沢山吹停車場線（下伊那郡豊丘村河野）
- 長野県道228号市田停車場線・長野県道455号長沢田村線（下伊那郡豊丘村神稲）
- 長野県道456号大島阿島線（下伊那郡喬木村）
- 長野県道251号上飯田線（下伊那郡喬木村）
- 長野県道83号下条米川飯田線（下伊那郡喬木村）
- 長野県道232号新井伊那八幡停車場線（飯田市松尾新井）
- 国道153号（飯田市松尾上溝）
- 国道151号（飯田市鼎東鼎）
- 国道256号（飯田市中央通り・中央通り二・三丁目交差点）
- 長野県道8号飯田南木曽線・長野県道15号飯島飯田線・長野県道21号飯田停車場線（飯田市中央通り・中央通り三・四丁目交差点、終点）

支線
- 長野県道18号伊那生田飯田線（駒ヶ根市中沢）
- 国道153号伊南バイパス（上伊那郡飯島町田切）

その他
- 長野県道465号飯田上郷松川自転車道線

### 沿線にある施設など
- 天竜川
- 中川村役場
- 豊丘村役場
- 喬木村役場